# منطقة مركز القنيطرة
منطقة القنيطرة منطقة سورية إدارية تتبع محافظة القنيطرة ومركزها مدينة القنيطرة، غالبيّة أراضي منطقة القنيطرة محتلة من قبل إسرائيل منذ حرب 1967 ومعظم بلداتها وقراها مُدمّرة وغالبيّة سكانها نزحوا للداخل السوري، بلغ تعداد سكان المنطقة القاطنين في القسم المحرر 64,680 نسمة حسب التعداد السكاني لعام 2004.

## نواحي منطقة القنيطرة
- ناحية مركز القنيطرة
- ناحية الخشنية
- ناحية خان أرنبة
- ناحية مسعدة